# 大洋票
大洋票是指民國時期由廣東省銀行發行於廣東省內流通使用的一系列鈔票名稱，發行於民國三十八年（1949），並由中華書局印製；是中華民國大陸時期最後發行的一套貨幣，也是保存最完好的民國大陸時期紙幣。

## 歷史
1949年，處在內戰中的國民政府為了整頓金融秩序，便以中央银行的名義發行了銀圓券，並允許在國民政府控制下的各省得以以省銀行名義發行地方性小額銀元券，即分、角和百元以下面額的鈔票。
其中廣東作為當時國民政府所在地，便於1949年6月6日發行了一套八枚面額的大洋票，其中共分有四種輔幣以及四種主幣面額。這些鈔票的正面圖案畫有孙中山的肖像，上方以毛筆字寫有「廣東省銀行」，並在兩旁寫有大洋票字樣，下方寫有年號中華民國三十八年的字樣，背面圖案則為中山纪念堂。而為節約印刷成本，其中一分、五分鈔票都只使用單面印刷。
1949年10月1日中华人民共和国成立，而此時國民政府的控制區域只剩下广州地區，但之後爆發廣州戰役，便在僅僅14天後的1949年10月14日就被解放軍佔領。國民政府之後被迫從廣州退守至台灣。
而随著國民政府在大陆地區統治的瓦解，這套大洋票也只於廣東地區流通了短短的四个月零八天後就停止流通，成为中華民國歷史上流通時間最短的一套貨幣。
虽然流通時間不長，但这套大洋票的雕刻、印刷技術卻非常精湛、成熟，圖案畫面也雕刻得非常精細，孫中山的頭髮髮絲清晰可辨；五元、十元、一百元三種大洋票採用凸版印刷，表面有很強的凹凸感，用手指觸摸便可察覺。
這套大洋票見證了國民政府在大陸的最後時光，能說是這段特殊歷史時刻的見證者，它也與第一套人民币都屬於同一時間發行的鈔票，也象徵著兩岸政治分歧的開始。

## 庫存

### 廣東
原先的大洋票由於流通時間短，且在解放軍進駐廣東之後便被兌換成人民幣或銷毀調，以至於流傳於世的大洋票數量不多，大多也品質不佳，使得大洋票的價值水漲船高，還一票難求；然而後來在九十年代的廣東省銀行的某家倉庫中發現了大量的全新庫存鈔票，使得大洋票的價值大幅下跌。

### 高雄
2008年，一群高雄的文史工作者在高雄的倉庫中發現了原先由廣東省政府帶來台灣暫放的大量大洋票，原來是當初跟隨國民政府來台的原廣東省政府暫借高雄苓雅區的倉庫來保存大洋票，然而由於倉庫土地為高雄市政府所有，而存放大洋票的倉庫也因歷年來的地震及颱風等天災的侵擾，使得房屋結構受損嚴重，已成為危老建築，因此高雄市政府決定將該地區的土地收回以建設公園。
而在拆除的過程中發現了七百多箱完整的大洋票，且面額齊全，而在財政部與學者專家會驗後，決定全數銷毀。
然而高雄市立歷史博物館在得知該消息後，便馬上派人到現場搶救，隨後帶回兩箱大洋票以保存，也成為最後少數得以逃過被燒毀命運的大洋票

## 票樣
| 面額   | 正面 | 反面 | 尺寸        |
| ------ | ---- | ---- | ----------- |
| 壹分   |      |      | 100 × 50 mm |
| 伍分   |      |      | 101 × 50 mm |
| 壹角   |      |      | 102 × 52 mm |
| 伍角   |      |      | 104 × 52 mm |
| 壹圓   |      |      | 150 × 60 mm |
| 伍圓   |      |      | 150 × 61 mm |
| 拾圓   |      |      | 150 × 60 mm |
| 壹百圓 |      |      | 150 × 60 mm |